# 테이저
테이저(Taser)는 근육의 자율적인 통제를 붕괴시키는 전류를 발생시키는데 사용되는 전기충격기 또는 무기이다.

## 역사
NASA의 연구원 인 '잭 커버(Jack Cover)'는 1969년에 테이저를 개발하기 시작했다. 1974년 커버는 그의 어린 시절의 영웅 인 '톰 스위프트의 '톰 스위프트 그의 전기 라이플"이라는 책을 통해 이름을 지었다.

## 효과
제작사인 《테이저 인터내셔널》은 그러한 효과를 《근육신경 불능》(neuromuscular incapacitation)이라고 하며, 장치의 머케니즘을 《전기-근육 붕괴》(Electro-Muscular Disruption, EMD) 기술이라고 부른다.  
테이저에 맞은 사람은 강력한 비자발적인 근육 수축을 일으키는 감각 신경이나 운동 신경의 자극을 경험한다. 실제 사용 영상 보관됨 2023-06-12 - 웨이백 머신에서 고통으로 쓰러지는 경우가 다반사이다. 테이저는 《기절 모드》(Drive Stun)로 사용할 때는 제외하고는 유연성에만 의존하지 않는다. 그래서 테이저 건이나 다른 전기 조절 무기 사용금지에 대한 법적인 강제를 선호한다.

## 종류
현재 경찰용으로 M26, X26 두가지 모델이 존재한다. 두가지 모두 레이저나 야간 모드에서도 기록되는 디지털 비디오 카메라와 같은 기타 부가적인 옵션(액세서리)과 함께 판매된다. 테이저 인터네셔널은 또한 C2와 같은 민간용 제품도 판매하고 있다. 2009년, 테이저는 재장전 없이 동시에 세 명을 진압할 수 있는 X3를 출시했다. 2011년에는 두 발을 동시에 쏠 수 있는 X2를 출시했다. 2013년에는 X26의 후속작인 X26P를 출시했다.
테이저는 원래 도구, 교전, 잠재적인 위험, 무기 소지가 의심되는 사람을 진압하기 위해 경찰용 준살상무기로 소개되었다. 테이저의 사용은 다른 무기보다 훨씬 덜 위협적이지만 치명적인 부상과 사망에 이른 여러 건의 사고로 인해 논쟁거리가 되었다. 유엔은 고통을 수반하는 테이저의 사용에 우려를 표하고 있다. 국제사면위원회는 국제법상 엄격하게 금지된 잔인하고, 비인간적인 오용의 사례를 여러 건의 사고를 통해 보고했다.

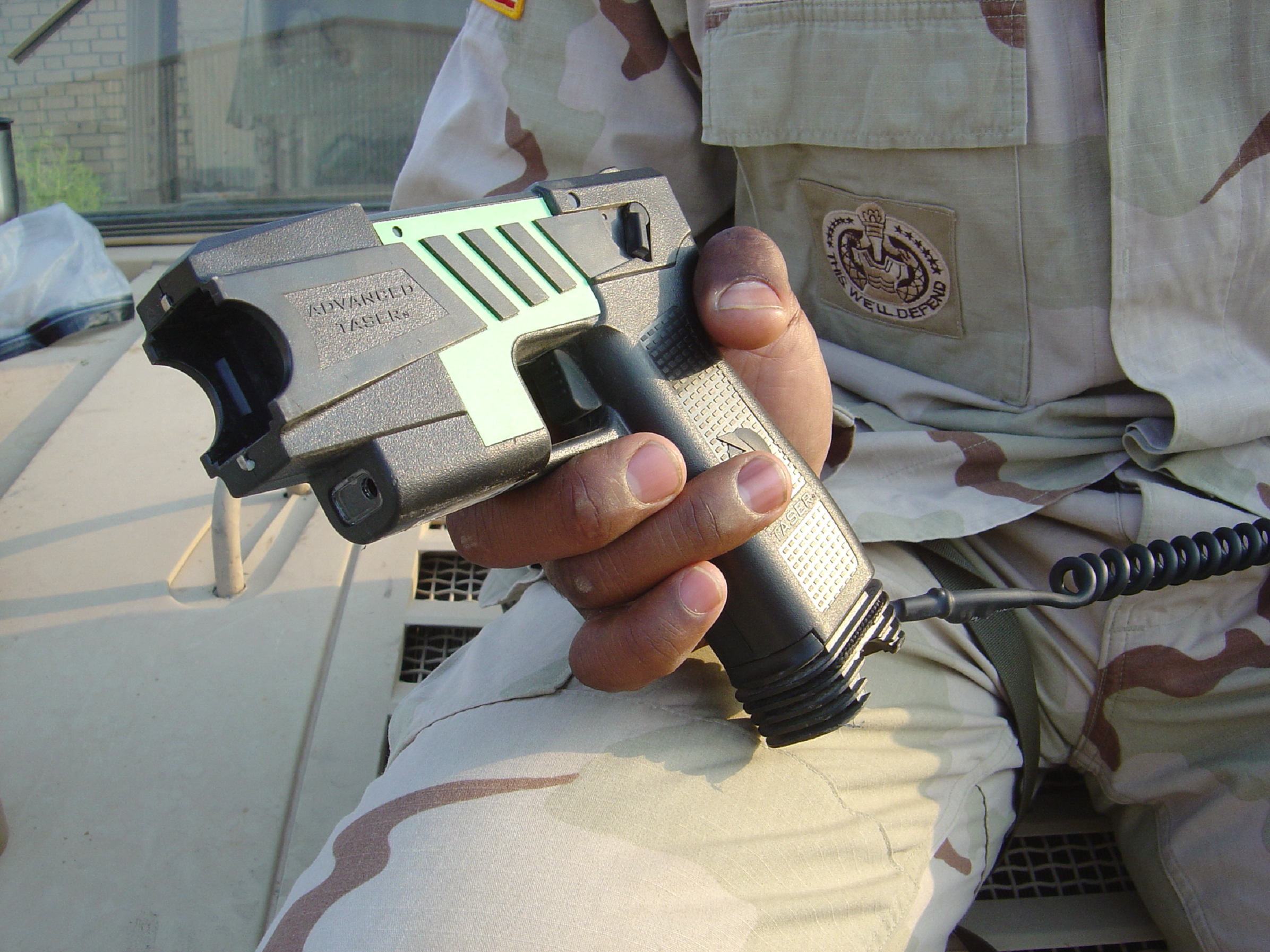
최근 한국에도 도입이 늘고 있는 테이저 M26
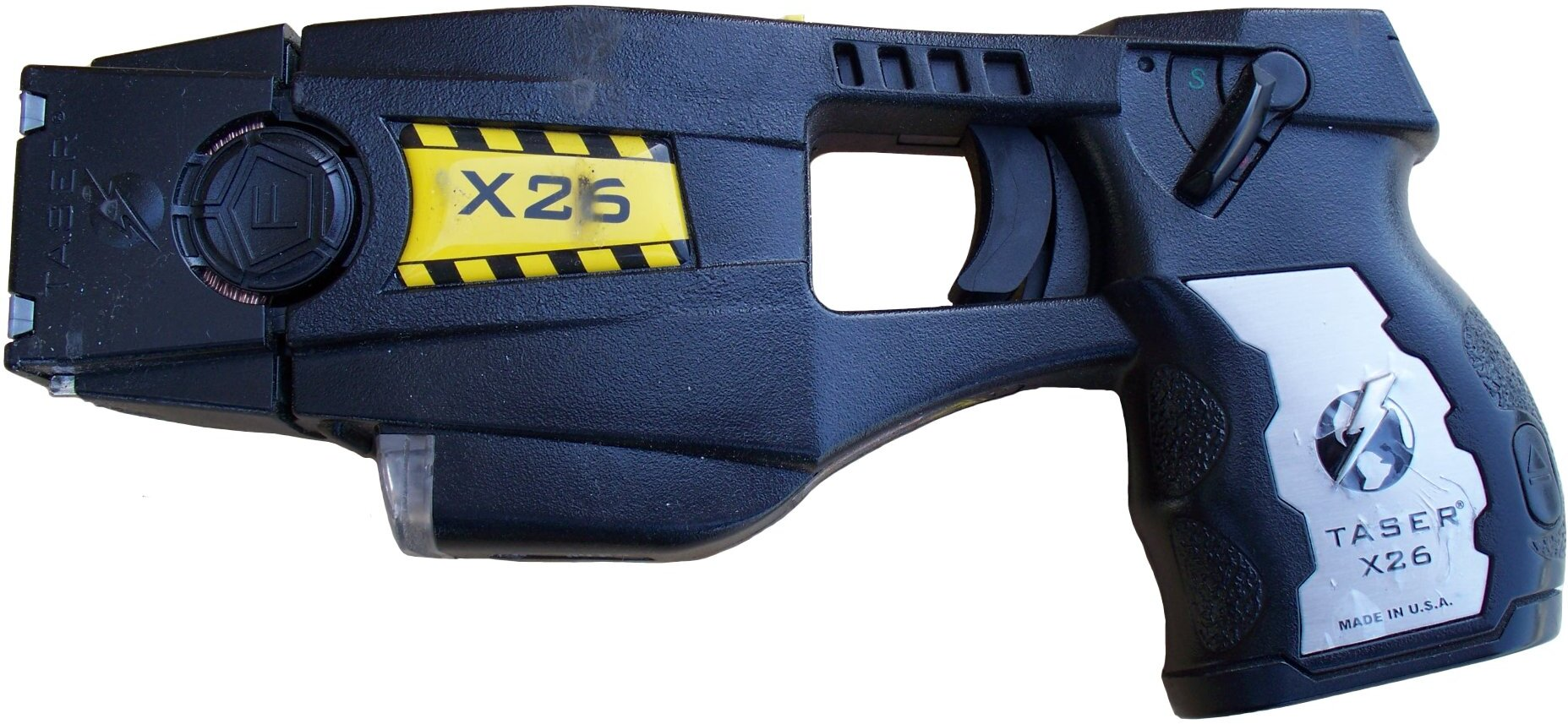
카트리지가 장착된 테이저 X26
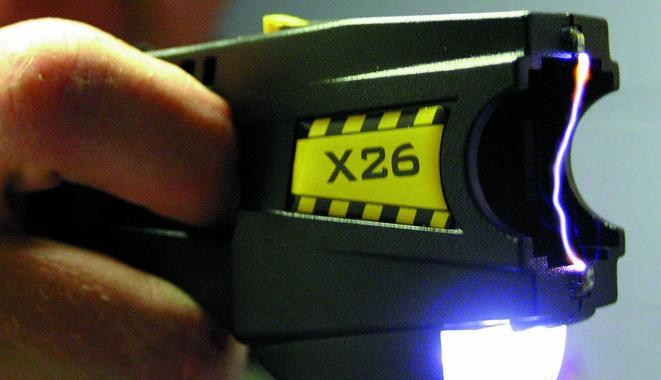
카트리지가 제거된 테이저 X26
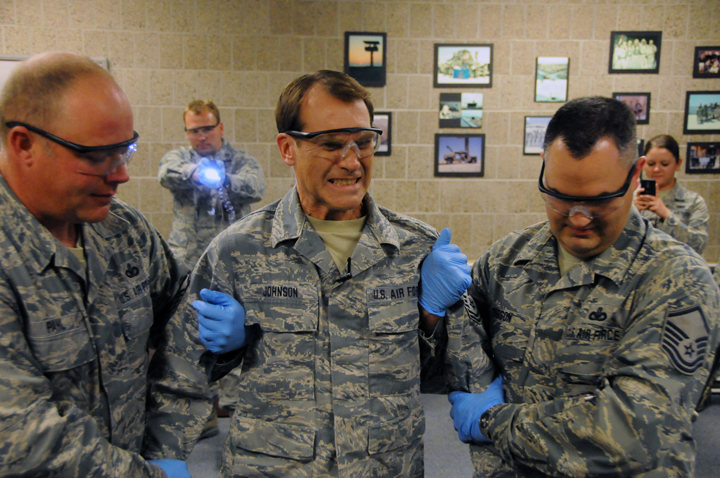
테이저 훈련을 받고 있는 미 공군 병사

## 같이 보기
- 전자충격기